# Immeuble Chaban-Delmas
 (octobre 2008).
Si vous disposez d'ouvrages ou d'articles de référence ou si vous connaissez des sites web de qualité traitant du thème abordé ici, merci de compléter l'article en donnant les références utiles à sa vérifiabilité et en les liant à la section « Notes et références ».
L'immeuble Chaban-Delmas est un bâtiment situé au 101 rue de l'Université, dans le 7e arrondissement de Paris. Il a été construit en 1974, et restructuré entre 2006 et 2008. La façade est un mur rideau habillé par une résille béton. Il porte le nom de l'ancien Premier ministre Jacques Chaban-Delmas depuis 2001.
Cet immeuble est maintenant relié à celui du 32 rue Saint-Dominique. L'ensemble représente près de 25 000 m2, répartis sur 14 niveaux (du R-5 au R+8).
Il héberge :
- 230 bureaux doubles et 51 chambres d'hôtels.
- Deux auditoriums de respectivement 130 et 350 places.
- Trois restaurants délivrant près de 700 repas par jour.
- Une cafétéria.
- De nombreuses places de parkings.

Il existe un passage souterrain reliant directement ce bâtiment à celui de l’assemblée nationale.
Le bâtiment possède aussi une entrée côté rue Saint Dominique, entrée très pratique pour entrer dans l’hôtel des députés discrètement.

## Dans la culture populaire
- Il apparaît dans Baron noir.